# Sacello di San Vittore in ciel d'oro
Il sacello o cappella di San Vittore in ciel d'oro è una cappella paleocristiana che si trova all'interno della basilica di Sant'Ambrogio a Milano.

## Storia
Il sacello ospita il corpo di san Vittore il Moro, è stato voluto dal vescovo Materno nella prima metà del IV secolo ed è antecedente la basilica di Sant'Ambrogio di Milano. 
Vittore era un soldato di stanza a Milano al tempo dell'imperatore Massimiano che lo punì per non aver rinunciato alla sua fede cristiana. Accanto al corpo del martire, Sant'Ambrogio farà seppellire quello di suo fratello Satiro.

## Descrizione

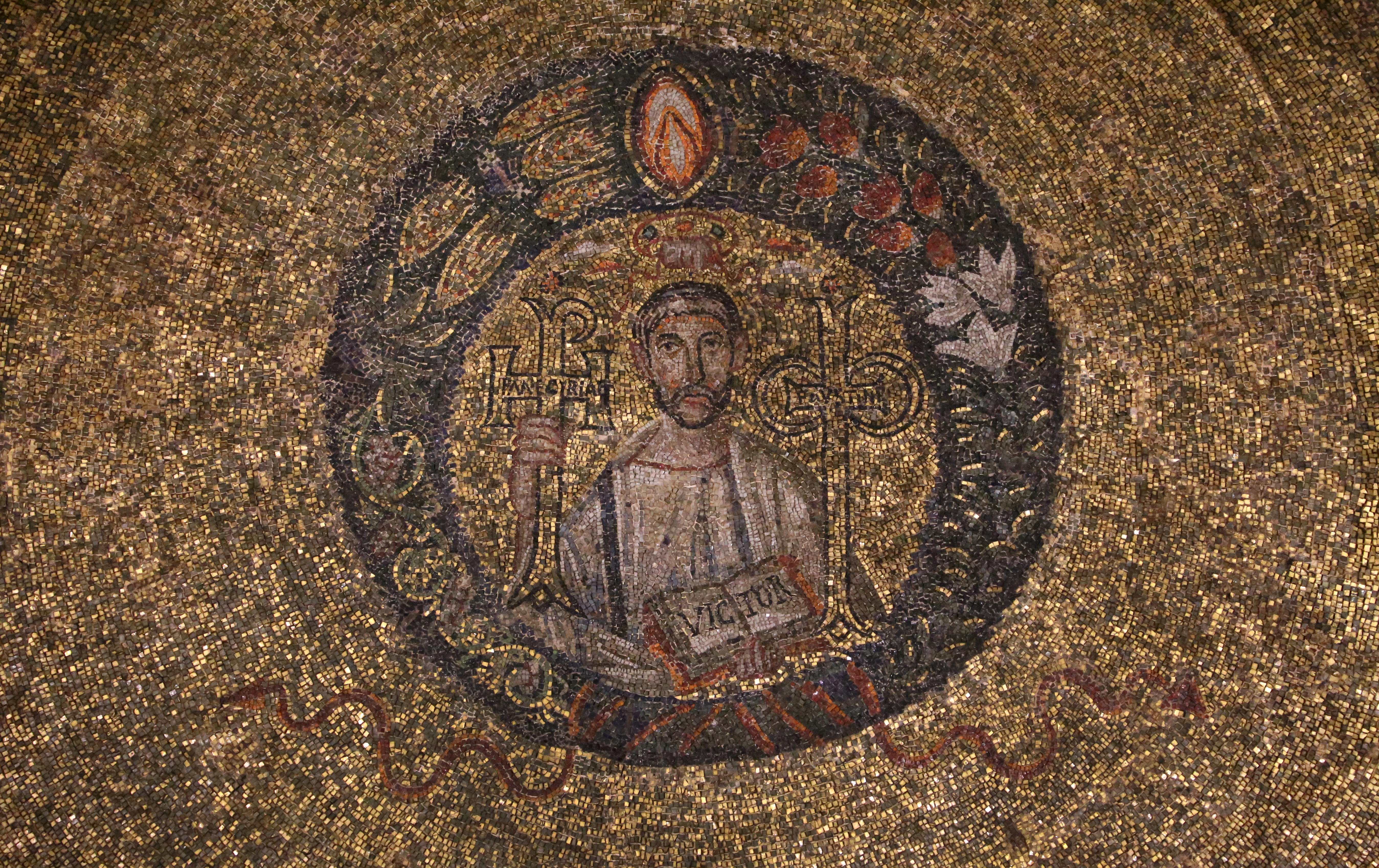
San Vittore al centro della volta

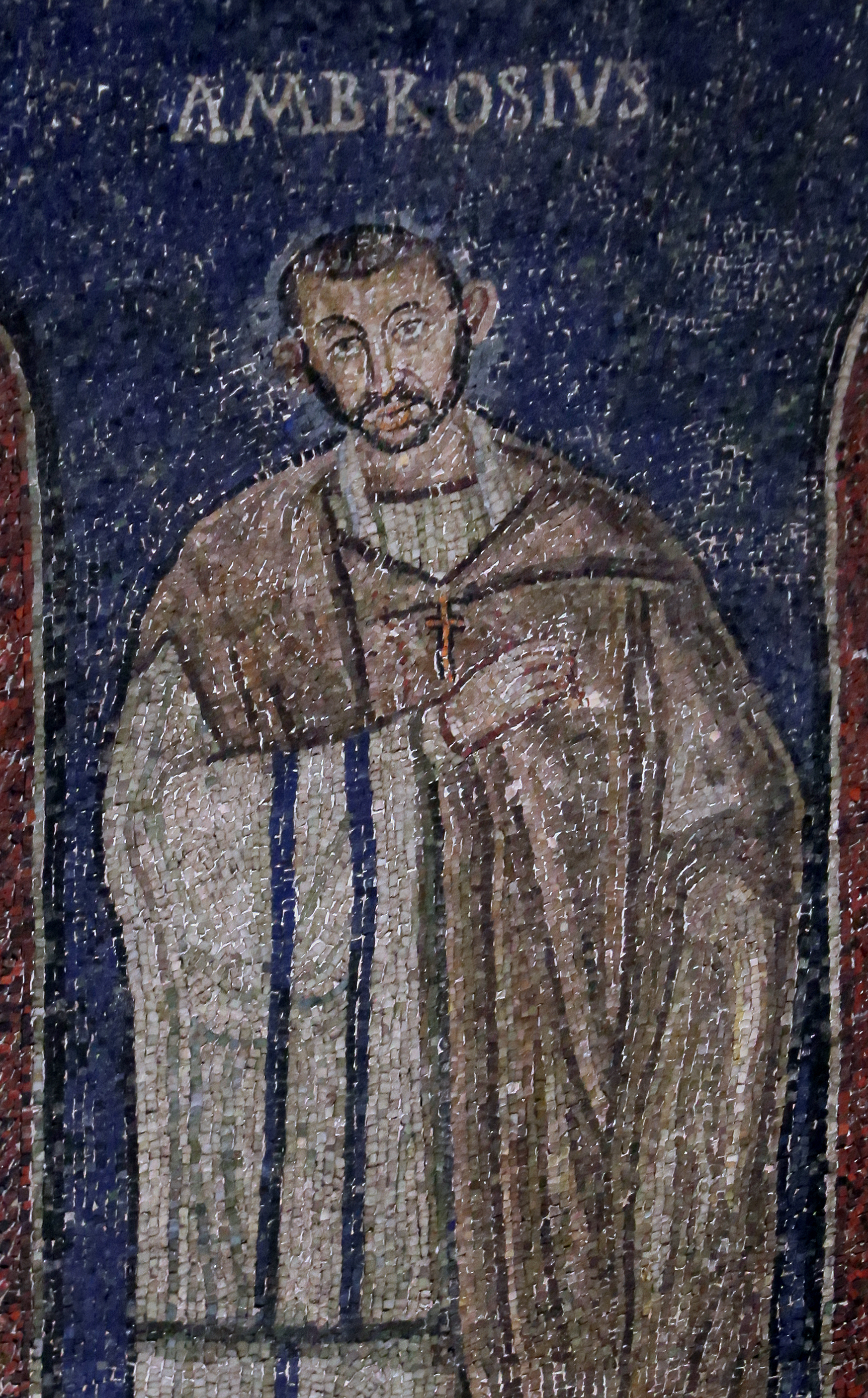
Sant'Ambrogio

La volta del sacello è interamente in mosaico in tessere d'oro. Al centro il busto-ritratto di Vittore, in corrispondenza della sua tomba, è circondato da una ghirlanda trionfale di spighe (estate) e frutti (autunno) intrecciati, simboli pagani del succedersi delle stagioni e quindi dell'eternità. Vittore  è raffigurato all'interno, barbuto e vestito con la toga, mentre viene coronato come martire dalla mano di Dio, con in mano una croce d'oro incisa e nell'altra un libro aperto con scritto il suo nome, "VICTOR". A fianco si erge un'altra croce dorata con un'epigrafe incisa. Ai quattro lati della cupola sono raffigurati in modo semplificato i simboli dei quattro evangelisti, tra spire vegetali: aquila, leone, toro e angelo. Sugli angoli delle pareti della cupola sono richiamati in piccoli tondi i ritratti dei quattro evangelisti, con la sigla del loro nome:  Giovanni, Matteo, Luca e Marco. 
Sulle pareti sono raffigurati a figura intera i ritratti di sei santi, su uno sfondo naturalistico di tessere blu (cielo) e verdi (prato), sormontati dal nome in latino e  intramezzati da decori vegetali tra le finestre:
- i santi Protasio e Gervasio,
- i vescovi milanesi Ambrogio e Materno,
- i martiri Nabore e Felice.

Ambrogio è rappresentato in abiti civili. Pur non avendo l'aureola, a differenza degli altri santi, ha tessere più chiare intorno al capo. Recenti studi di medicina legale basati sui resti di Sant'Ambrogio hanno confermato l'effettiva corrispondenza del ritratto musivo.
Alla base della cupola coppie di colombe con ventiquattro piccoli cammei raffiguranti figure intere di santi.
Nella cupola emerge una accettazione completa della superficie sferica, ma nel contempo questa viene smaterializzata, soffusa di luce ed il santo collocato in una sfera dorata sembra appartenere ad un altro mondo.
Sulla datazione dei mosaici del sacello si è molto discusso. Verdelli sostiene che il mosaico della volta sarebbe più antico rispetto a quelli delle pareti. Questi ultimi infatti sono denotati da una rigidità stilistica nelle figure dei santi laterali rispetto al ritratto del martire nella cupola. Questa osservazione risulta però poco convincente se si considera che in una composizione possano intervenire maestranze dalle diverse personalità.
Julian McKie afferma invece che i mosaici delle pareti sono di poco posteriori alla morte di Ambrogio in quanto il suo ritratto non è corredato dall'aureola né dall'epiteto sanctus. I monogrammi criptici di Cristo presenti nel ritratto di Vittore indicherebbero un periodo antecedente l'anno 313 per quanto riguarda la cupola in quanto questi simboli erano utilizzati dai cristiani quando il loro culto non era ancora stato liberalizzato.
Ultimamente gli studiosi si sono orientati su una datazione più tarda, intorno alla seconda metà del V secolo, soprattutto sulla base di confronti stilistici con i mosaici ravennati di periodi diversi.
Ospita le reliquie del santo di cui porta il nome.